# Locomotief (rijwielfabriek)
Locomotief is een historisch Amsterdams merk van fietsen en bromfietsen.
Locomotief produceerde vanaf 1929 fietsen, en vanaf 1955 bromfietsen met Sachs- en Pluvier-motorblokken. De productie van bromfietsen werd tussen 1961 en 1965 beëindigd. De productie van fietsen, die in 1952 al gefuseerd was met Simplex, werd in 1965 samengevoegd met Juncker en overgeplaatst naar Apeldoorn. In 1968 werd de productie ook daar beëindigd. De merknaam werd overgenomen door Gazelle.